# 指輪 (坂本真綾の曲)
「指輪」（ゆびわ）は、坂本真綾の6枚目のシングル。

## 概要
デビュー曲「約束はいらない」以来、「天空のエスカフローネ」とのタイアップとなった。
楽曲には多数のバージョン（映画使用バージョン、アコースティックバージョン、デュエットによる英語バージョン「You're Not Alone」など）が存在する。ベストアルバム『シングルコレクション+ ニコパチ』では「指輪～23カラット」というタイトルで再録がなされている。
累計出荷枚数は1.9万枚。

## 収録曲
（全作曲・編曲：菅野よう子）
1. 指輪 -single ver.-
  - 作詞：岩里祐穂
  - オメガ・プロジェクト配給アニメ映画『エスカフローネ』主題歌
2. ベクトル
  - 作詞：ティン・ジェンセン
3. 指輪 -single ver.-（without maaya）
4. ベクトル（without maaya）

## 収録作品
| 曲名                                                                  | 収録作品                                                           | 発売日         | 規格品番     |
| --------------------------------------------------------------------- | ------------------------------------------------------------------ | -------------- | ------------ |
| 指輪（Movie Ver.）                                                    | 劇場用アニメーション「エスカフローネ」オリジナル・サウンドトラック | 2000年6月5日   | VICL-60590   |
| You're Not Alone （hitomi & Sora Duet Ver.） 坂本真綾 & Shanti Snyder | 劇場用アニメーション「エスカフローネ」オリジナル・サウンドトラック | 2000年6月5日   | VICL-60590   |
| 指輪（Acoustic Ver.）                                                 | Escaflowne Prologue 1: Earth                                       | 2000年10月21日 | VICL-60636   |
| 指輪（Acoustic Ver.）                                                 | Escaflowne Prologue 2: Gaea                                        | 2000年10月21日 | VICL-60637   |
| 指輪                                                                  | EMOTION20周年記念テーマコレクション〜OVA＆劇場編                   | 2002年8月21日  | VICL-60938-9 |
| 指輪                                                                  | スペース バイオチャージ                                            | 2009年5月27日  | VTCL-60141-3 |